# Djéhoutimès (fils de Ramsès II)
Djéhoutimès est l'un des nombreux fils de Ramsès II.

## Biographie
Djéhoutimès figure au 22e rang des fils de Ramsès II. Il occupe des fonctions administratives et religieuses, mais ne s'illustre dans aucun domaine.